# Обични јелен
Европски јелен, јелен обични, само јелен, или црвени јелен (лат. Cervus elaphus), шумска је животиња из породице виторогих преживара (Cervidae). Црвени јелен насељава већи део Европе, регион Кавказа, Малу Азију, Иран, делове западне Азије и централну Азију. Такође насељава планину Атлас између Марока и Туниса на северозападу Африке, као једина врста јелена која насељава Африку. Јелен је уведен у друга подручја, укључујући Аустралију, Нови Зеланд, Сједињене Државе, Канаду, Перу, Уругвај, Чиле и Аргентину. У многим деловима света месо јелена (срнетина) користи се као извор хране.
Европски јелени су преживари, које карактерише четворокоморни стомак. Генетски докази указују на то да је јелен, као што је традиционално дефинисано, група врста, а не појединачна врста, мада тачан број садржаних врста у групи остаје споран. Блиско сродни и нешто већи амерички лосови или вапити, пореклом из Северне Америке и источних делова Азије, сматрани су подврстом јелена, али недавно су успосављени као посебна врста. Претеча свих јелена, укључујући вапите, вероватно потиче из централне Азије и подсећа на сика јелена.
Иако су једно време јелени били ретки у деловима Европе, никада нису били близу истребљења. Покушаји поновног увођења и очувања, попут Уједињеног Краљевства и Португалије, резултирали су порастом популације јелена, док су друга подручја, попут Северне Африке, наставила да манифестују пад популације.

## Распрострањеност
Распрострањен је у Европи најчешће у шумским комплексима већих река - Дунава, Саве, Драве и брдским и планинским шумама Мађарске, Румуније, Чешке, Словачке, Хрватске, Словеније, Немачке, Аустрије, а у мањем броју и у Пољској, европском делу Русије, Норвешкој, Шведској, Шпанији, Француској и Данској. У Србији су најбројнији у Војводини.

## Опис изгледа
Има складан облик тела, у раменима виши него у крстима, високе снажне ноге доказују, да је грађен за дуго и истрајно трчање. Облик и величина рогова указују на прилагођеност кретању на отвореним просторима а не срединама обраслим густом вегетацијом. Дужина тела јелена износи 225-275 cm, висина у раменима 120-150 cm. Реп је дугачак 20-25 cm. Телесна тежина креће се у распону од 125 до 300 kg, а код кошуте од 70 до 130 kg. Снажна грађа мишића и тетива омогућава му брзи бег и скок и до 12 m у дужину и 3.5 m у висину. Креће се кораком, касом или трком. Зубна формула је И 0/4, ЦИ/0, П3/3, М 3/3 дакле укупно има 34 зуба, а од тога 22 млечна. Замена млечних зуба завршава се између 30. и 34. месеца. Од пролећа до јесени боја длаке јелена је рђаво црвена, а на трбуху беличаста. Зимска длака је дужа, гушћа, тамносмеђе до смеђе-сиве боје. Део око репа је беличаст до жутоцрвене и обрубљен тамносмеђом дужом длаком. Мужјак на врату има дужу длаку тј. гриву коју нема женка. Јелен има рогове, а кошута само у ретким случајевима. Оба пола имају сузиште, дубоко удубљење испод ока. На корену репа у мужјака налази се мирисна жлезда. Женка такву жлезду има на челу а код оба пола мирисно место се налази на спољној страни скочног зглоба. Рог има исту функцију и значај као и рог срндаћа. Рог јелена састоји се од истих делова као и рог срндаћа само има више парожака. Ружа на рогу се назива венац, а осим тога се на рогу јелена развија круна, а изнад обрва уметак који се назива ледењак. Сва чула јелена су одлично развијена и премда има астигматично грађено око пуно боље разликује предмете у околини од срне.

## Понашање
По понашању јелен је животиња сумрака, али је активан и за време дана. На његову активност делују дужина трајања осветљења и интензитет сунчеве светлости. Ако је светлост краћа и слабија активнији је по дану, док јака Сунчева светлост помера његову активност у ноћне сате. У понашању је уочљив јак социјални нагон, тако да кошуте готово целу годину живе у крдима док је јелен дистанциранији. Старији јелени су осим социјалном удаљени и групном раздаљином, тако да постоје два типа крда: чврсто крдо кошута са теладима и једногодишњим и двогодишњим јеленима и слабо повезана крда у којима се налазе јелени различитих старости. Јако стари мужјаци живе самотњачким животом. Однос према станишту је такав да се може прилагодити и релативно малом простору иако је миграција основна карактеристика јелена. Овим животињама је дубоко усађен нагон за сезонске сеобе, лети у више, а зими у ниже пределе. Данас се међутим више не селе као некада, кад су им главни селидбени путеви били дуж токова великих река. Јелени се такође селе и због парења, годишњег доба и слично. Мужјаци се оглашавају риком, а у опасности дубљим тоном. За време парења женке се оглашавају са „ах“ и „анг“, а рањене животиње испуштају кратак глас сличан рикању. Током дана тражи храну 5 до 7 пута и за то му је потребно време од 7 до 10 сати. У исхрани јелена разликујемо неколико категорије хране: мекану, жилаву, тврду и баластне супстанце. Осим воде за пиће потребна им је и вода за каљужање и со.

## Размножавање
Парење се у нижим пределима одвија у августу и септембру а у планинама у септембру и октобру. Тек се у сезони парења мужјаци приближавају женкама и долазе на „рикалишта“ на којима се међусобно боре за право на парење. Током борби могу изгубити чак до 30 кг. С обзиром на то да живе у полигамији парење представља напор који уз претходне борбе и неузимање хране може довести до такве исцрпљености да мужјак може угинути преко зиме. У природи је однос полова 1:1. Трудноћа кошуте траје 33-34 недеље, а пред порођај се издваја из крда и тели се у мају или јуну и обично отели једно или ређе два младунца. Догађа се да једно угине као заметак или нешто касније. Тек рођено теле тешко је 7 до 12 kg. Кошута има 4 сисе, и када теле толико ојача да може пратити мајку, кошута се враћа у крдо. Теле постаје самостално са 9 до 11 месеци, а полна зрелост наступа најраније са 16 месеци. Од природних непријатеља јелену прете вук и медвед, а нејакој телади рис. Животни век јелена је 15 до 20 година а изузетно 25, раст мужјака се завршава са 8 до 9 година, а кошуте са 3 до 4 године.

## Трагови јелена
Јеленски траг има облик сличан крављем трагу, али је мањи. Траг јелена и кошуте се разликује по томе што јелен има шире и затупастије папке, а кошута има више дугуљасте папке. Величина трага зависи и од величине дивљачи. По траговима јелена се може утврдити и његова брзина кретања. Када јелен иде кораком оставља траг папака који су стиснути један до другог, а не види се отисак прста. Када каса папци су нешто раздвојени и примећује се отисак прста. Када јелен трчи папци су више раздвојени и отисак задњег прста је више изражен.
Јелен оставља и трагове на дрвећу и то на два начина: љуштење коре уз помоћ зуба и рогова и према висини оштећеног дрвета разликује се љуштење од јелена и срне.
Боравак јелена у ловишту може се утврдити и по лежајевима у трави, на земљи или снегу, јер је лежај јелена знатно већи од лежаја друге дивљачи.

## Исхрана
Јелен је преживар и храни се искључиво биљном храном. У природи једе изданке и пупољке разног шумског растиња, разне траве, плодове дивљег и питомог кестена, дивље крушке и јабуке, гули кору нарочито меких лишћара, јер преко коре добија минералне соли. Али, најрадије једе кукуруз, јечам, зоб, раж и остале врсте усева.

## Таксономија и еволуција
Биолози су до недавно сматрали да су јелен и лос или вапити (C. canadensis) иста врста, формирајући континуирану дистрибуцију у умереној Евроазији и Северној Америци. Ово веровање се углавном заснивало на потпуно плодним хибридима који се могу производити у условима заточеништва.
Генетски докази јасно показују да вапити и јелен чине две одвојене врсте.
Други члан групе јелена који може представљати посебну врсту је C. corsicanus. Ако је тако, C. corsicanus укључује подврсту C. e. barbarus (можда синоним за C. e. corsicanus), и ограничен је на Магреб у Северној Африци, Корзици и Сардинији.
Једна студија митохондријалне ДНК из 2014. године показала је да је унутрашња Cervus филогенија следећа:
|  | C. elaphus (обични јелен) |
|  |                           |
|  | C. hanglu (хангул)        |
|  |                           |

|  | C. albirostris (Торолдов јелен)                                                   |
|  |                                                                                   |
|  | \| \| C. nippon (сика јелен) \| \| \| \| \| \| C. canadensis (вапити) \| \| \| \| |
|  |                                                                                   |
|  | C. nippon (сика јелен)                                                            |
|  |                                                                                   |
|  | C. canadensis (вапити)                                                            |
|  |                                                                                   |

|  | C. nippon (сика јелен) |
|  |                        |
|  | C. canadensis (вапити) |
|  |                        |

|  | C. elaphus (обични јелен) |
|  |                           |
|  | C. hanglu (хангул)        |
|  |                           |

|  | C. albirostris (Торолдов јелен)                                                   |
|  |                                                                                   |
|  | \| \| C. nippon (сика јелен) \| \| \| \| \| \| C. canadensis (вапити) \| \| \| \| |
|  |                                                                                   |
|  | C. nippon (сика јелен)                                                            |
|  |                                                                                   |
|  | C. canadensis (вапити)                                                            |
|  |                                                                                   |

|  | C. nippon (сика јелен) |
|  |                        |
|  | C. canadensis (вапити) |
|  |                        |